# Яковлева, Наталья (гандболистка)
Наталья Яковлева (29 сентября 1986, Павлодар, Казахская ССР, СССР) — казахстанская гандболистка, полусредний. Серебряный призёр летних Азиатских игр 2006 года.

## Биография
Родилась 29 сентября 1986 года в городе Павлодар. По другим данным, родилась в Чимкенте.
Замужем. Двое детей.
В раннем детстве занималась в художественной школе, пробовала себя в танцах, фигурном катании. В 11 лет начала заниматься гандболом, несколько раз бросала занятия, но родители заставляли её вернуться.
В 15 лет переехала из Павлодара в Алма-Ату, где тренировалась под началом наставника сборной Казахстана Льва Яниева, училась в спортивном интернате. Тогда же впервые участвовала в сборе национальной команды, в 16 лет дебютировала на международном уровне, сыграв на турнире в Германии.
Играла за «Казыгурт» из Шымкента, команду из Павлодара, большую часть карьеры провела в «Алматы». В 2011 году стала капитаном команды.
В 2006 году в составе женской сборной Казахстана завоевала серебряную медаль летних Азиатских игр в Дохе.
В 2008 году вошла в состав женской сборной Казахстана по гандболу на летних Олимпийских играх в Пекине, которая заняла 10-е место. Играла на позиции полусреднего, провела 5 матчей, забила 8 мячей (по два в ворота сборных Румынии, Франции и Анголы, по одному — Норвегии и Китаю).
Играла за сборную Казахстана на чемпионатах мира 2009 года в Китае и 2011 года в Бразилии, где команда заняла соответственно 22-е и 19-е места.
Считает мужской гандбол более интересным, чем женский. Симпатизирует сборной Франции, в составе которой выделяет играющего в том же амплуа Николу Карабатича.